# Mount Erole
Mount Erole es una localidad de Santa Lucía que forma parte del distrito de Micoud.